# كانتون بالساس
كانتون بالساس (بالإنجليزية: Balsas Canton)‏ هو كانتون في الإكوادور، يتبع مقاطعة إل أورو. بلغ عدد سكانها في تعداد عام 2010 نحو 6861 نسمة.، ينقسم إلى أبرشية حضرية (بالساس)، وأبرشية ريفية.

## السكان
المجموعات العرقية اعتبارًا من التعداد الإكوادوري لعام 2010:
| العرقية               | النسبة |
| --------------------- | ------ |
| ميستيثو               | 86.2%  |
| اللاتينيون            | 6.2%   |
| مونتوبيو              | 4.7%   |
| الإكوادوريون الأفارقة | 2.8%   |
| السكان الأصليون       | 0.0%   |
| أخرى                  | 0.1%   |